# ازکان ییلدیریم
اُزکان ییلدیریم (ترکی استانبولی: Özkan Yıldırım؛ زادهٔ ۱۰ آوریل ۱۹۹۳) بازیکن فوتبال اهل ترکیه است که در زولینگن آلمان متولد شده و در پست هافبک هجومی بازی می‌کند.
از باشگاه‌هایی که در آن بازی کرده‌است می‌توان به باشگاه ورزشی وردر برمن و باشگاه فوتبال آینتراخت براونشوایگ اشاره کرد.
وی همچنین در رده‌های سنی مختلفی برای تیم ملی آلمان بازی کرده‌است.